# Квирикашвили, Георгий Джемалович
Георгий Джемалович Квирикашвили (груз. გიორგი ჯემალის ძე კვირიკაშვილი; род. 20 июля 1967, Тбилиси, Грузинская ССР, СССР) — грузинский политический и государственный деятель. Премьер-министр Грузии (2015—2018) и председатель правящей партии «Грузинская мечта — Демократическая Грузия» (2015—2018).

## Образование
В 1984 году окончил физико-математическую школу-интернат им. В. М. Комарова. В 1984—1991 годах обучался в Тбилисском государственном медицинском университете на терапевта. В 1986—1988 годах призывался на обязательную военную службу в ряды советской армии. В 1990—1995 годах проходил обучение в Тбилисском государственном университете имени Иванэ Джавахишвили на факультете экономики, по специальности — планирование промышленности. В 1997—1998 годах обучался в Иллинойсском университете, получил степень магистра наук в области финансов.

## Карьера
1993—1996 гг. — начал финансовую карьеру в «Объединённом Грузинском Банке». Дослужился до заместителя начальника кредитного департамента;
1996—1997 гг. — вице-президент «Экспорт-Импорт Банка»;
1997—1998 гг. — директор филиала департамента управления «Объединённого Грузинского Банка»;
С 1999 г. работал в государственной канцелярии. Заместителем начальника финансовой, денежно-кредитной и внешнеэкономической службы. Руководителем группы развития малого и среднего бизнеса совместной программы Правительства Грузии и USAID;
1999—2004 гг. — член парламента Грузии, заместитель председателя Комитета по экономической политике;
После революции роз и прихода к власти Михаила Саакашвили, ушёл с государственной работы, вернувшись в бизнес;
2004—2006 гг. — консультант исполнительной дирекции Первого Коммерческого Банка;
2006—2011 гг. — генеральный директор «Карту Банка»;
25 октября 2012 года становится министром экономики и устойчивого развития в новом правительстве Грузии во главе с Бидзиной Иванишвили;
1 сентября 2015 года назначен на пост министра иностранных дел Грузии;
30 декабря 2015 года Георгий Квирикашвили стал премьер-министром Грузии, после того как парламент Грузии на пленарном заседании утвердил его кандидатуру и поддержал представленный им состав правительства.
13 июня 2018 года Квирикашвили объявил о своей отставке. До формирования нового правительства старое правительство продолжит исполнять свои обязанности.